# Roxheim
Roxheim település Németországban, Rajna-vidék-Pfalz tartományban. Lakosainak száma 2808 fő (2023. december 31.). Roxheim Sommerloch és Sankt Katharinen községekkel határos.

## Népesség
A település népességének változása:
| Lakosok száma | 1375 | 2439 | 2574 | 2685 | 2770 | 2808 |
|               | 1975 | 2017 | 2019 | 2021 | 2022 | 2023 |